# (23532) 1993 JG1
A (23532) 1993 JG1 a Naprendszer kisbolygóövében található aszteroida. Eric Walter Elst fedezte fel 1993. május 14-én.